# Schlankmanguste

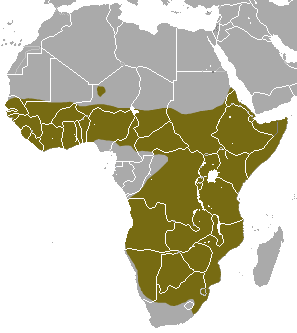
Verbreitungsgebiet der Schlankmanguste

Die Schlankmanguste (Herpestes sanguineus, Syn.: Galerella sanguinea) ist ein Raubtier der Familie Mangusten (Herpestidae) mit weiter Verbreitung in Afrika.

## Merkmale
Diese Manguste erreicht eine Kopf-Rumpf-Länge von 27,5 bis 40 cm und eine Schwanzlänge von 23 bis 33 cm. Die Männchen wiegen etwa 640 bis 715 g, die kleineren Weibchen erreichen nur 460 bis 575 g.
Die Pelzfarbe variiert stark in Abhängigkeit von der Unterart zwischen dunkelrot-braun, orangerot, grau und gelblich. Von anderen Mangusten unterscheidet sich die Schlankmanguste durch die auffällige schwarze oder rote Schwanzspitze. Die ersten oberen Prämolaren sind oft verkümmert und fehlen manchmal ganz.

## Verbreitung und Lebensraum
Die Schlankmanguste hat ein weites Verbreitungsgebiet in Afrika südlich der Sahara. Sie fehlt nur in der südlichen Hälfte Südafrikas und in den dichten Wäldern Äquatorialafrikas. Des Weiteren meidet sie echte Wüsten. Bevorzugte Habitate sind Savannen und andere halbtrockene Regionen.

## Lebensweise
Diese Manguste lebt entweder allein oder in Paaren. Sie ist grundsätzlich tagaktiv, geht aber auch in warmen Nächten mit Mondlicht auf Nahrungssuche. Die Art hat vermutlich keine abgegrenzten Reviere, sie hält sich jedoch ständig im gleichen Territorium auf, das sie oft mit anderen Mangusten oder Schleichkatzen teilt. Oft nutzen die verschiedenen Arten den gleichen Bau, da die verwandten Arten im Gegensatz zur Schlankmanguste meist nachtaktiv sind. Baue können in Erdschichten zwischen Felsen, in Baumhöhlen oder zwischen Wurzeln sowie in verlassenen Höhlen anderer Tiere und an ähnlichen Stellen gegraben oder angelegt werden.

### Nahrung
Als hauptsächlicher Fleischfresser ernährt sich die Schlankmanguste von kleineren Wirbellosen und Wirbeltieren wie Insekten, Echsen, Froschlurchen, Schlangen, Nagetieren und Vögeln. In geringerem Ausmaß nimmt sie Früchte zu sich. Weiterhin werden Eier und Aas gefressen. Wie viele andere Mangusten ist die Schlankmanguste in der Lage Giftschlangen zu töten, die jedoch nur einen geringen Teil ihrer Nahrung ausmachen. Die Schlankmanguste klettert mehr als ihre Verwandten in Bäumen und Büschen, um dort Vögel zu fangen.

### Fortpflanzung
Das Territorium eines Männchens überlappt sich gewöhnlich mit den Gebieten mehrerer Weibchen und die Bekanntgabe der Paarungsbereitschaft erfolgt über Duftstoffe. Nach der Trächtigkeit von vermutlich 60 bis 70 Tagen gebiert das Weibchen ein bis drei Junge (meist Zwillinge). Das Männchen beteiligt sich nicht an der Aufzucht der Nachkommen. Nach durchschnittlich einem Jahr werden die Jungtiere geschlechtsreif. Als Höchstalter werden 10 Jahre vermutet.

## Gefahren
Die Art wird auf lokalen Märkten vereinzelt als Bushmeat verkauft und wird in Einzelfällen in der traditionellen Medizin genutzt. Durch das große Verbreitungsgebiet, in dem mehrere Naturschutzgebiete eingerichtet wurden, wirken sich diese Erscheinungen nicht auf den Bestand aus. Die IUCN listet die Schlankmanguste als nicht gefährdet (LC).